# Rhynchospora subtenuifolia
Rhynchospora subtenuifolia är en halvgräsart som beskrevs av Georg Kükenthal. Rhynchospora subtenuifolia ingår i släktet småag, och familjen halvgräs. Inga underarter finns listade i Catalogue of Life.